# Tuparendi
Tuparendi is een gemeente in de Braziliaanse deelstaat Rio Grande do Sul. De gemeente telt 8.866 inwoners (schatting 2009).

## Aangrenzende gemeenten
De gemeente grenst aan Alecrim, Novo Machado, Porto Mauá, Santa Rosa, Santo Cristo en Tucunduva.